# Marie-Denise Villers

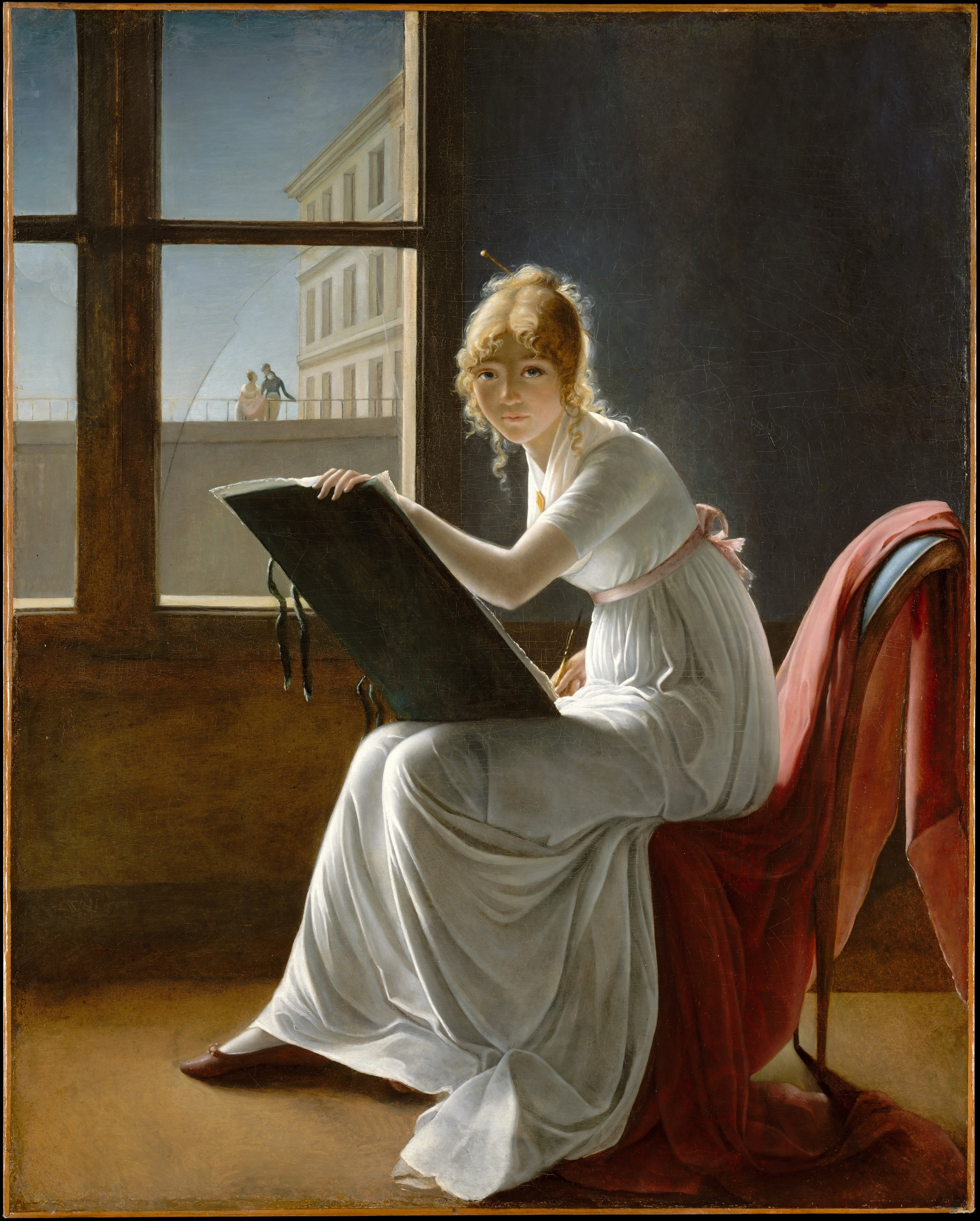
Tekenende jonge vrouw, vermoedelijk zelfportret van Marie-Denise Villers.

Marie-Denise Villers, geboren Lemoine (Parijs, 1774 - aldaar, 19 augustus 1821), was een Frans kunstschilderes. Ze was een leerlinge van onder andere Jacques-Louis David en werkte in een classicistische stijl.

## Leven en werk
Villers kwam uit een artistieke familie. Haar zussen Marie-Victoire Lemoine en Marie-Élisabeth Gabiou waren eveneens vooraanstaande portrettisten. Ze trad in de leer bij Anne-Louis Girodet-Trioson, François Gérard en later Jacques-Louis David. In 1799 exposeerde ze voor het eerst in de Parijse salon, met drie werken. Na haar dood raakte ze enigszins in de vergetelheid.
Villers' bekendste werk is een schilderij uit 1801 dat lange tijd abusievelijk bekend heeft gestaan als Portret van mademoiselle Charlotte du Val d'Ognes en jarenlang werd toegewezen aan haar leermeester David. Charles Sterling, voormalig directeur van het Metropolitan Museum of Art in New York, dat het werk in haar collectie heeft, concludeerde echter in 1951 dat het werk gemaakt moest zijn door Constance Marie Charpentier, een andere leerlinge van David. In 1996 werd het door kunsthistorici echter definitief toegewezen aan Villers, nadat het geïdentificeerd was als een werk dat in 1801 op de Parijse salon werd geëxposeerd. Vermoedelijk is het een zelfportret en tegenwoordig staat het weer bekend onder de oorspronkelijke titel Tekenende jonge vrouw. Na de constatering in de jaren vijftig dat het zeker geen werk van David betrof daalde het werk sterk in waarde. Heden ten dage wordt het werk echter gezien als een van de beste portretten uit het classicisme geschilderd door een vrouw.
Een ander bekend werk van Villers, Une etude de femme d'apres nature, bevindt zich in het Louvre.